# (21858) Gosal
(21858) Gosal (1999 TY155) – planetoida z pasa głównego asteroid okrążająca Słońce w ciągu 5,03 lat w średniej odległości 2,93 j.a. Odkryta 7 października 1999 roku.